# Commanderie de Jalès
La commanderie de Jalès se situe dans la plaine de la Berrias, sur la commune de Berrias-et-Casteljau dans le département de l'Ardèche et la région Rhône-Alpes.
L'essentiel des archives se trouve aux archives départementales des Bouches-du-Rhône (56-H 5218 à 5246), relatives au grand prieuré de Saint-Gilles.

## Historique
La commanderie est fondée vers 1140 par les Templiers. Le nom de Hugues de Payns est évoqué, ainsi que celui de Raymond Pelet comme ses fondateurs. Elle est réputée pour être une des plus vieilles commanderie de France encore en état. Comme toutes les commanderies occidentales de l'Ordre, elle n'avait pas vocation militaire. Elle servait à récolter des fonds ainsi que des vivres. Elle a été profondément remaniée lorsqu'elle est passée sous la tutelle des Hospitaliers de l'ordre de Saint-Jean de Jérusalem au XIVe siècle. Entretemps elle connut les persécutions de Philippe le Bel.
Jalès connait une phase de déclin importante aux XVIe et XVIIe siècles, les commandeurs de l'Ordre n'y séjournant plus. Mais, à partir de 1740, le château est restauré par le commandeur Pierre-Emmanuel de Lauberivière de Quinsonas, qui en fait sa résidence et procède à une grande remise en ordre. Une restauration des droits féodaux, une meilleure gestion des terres, l'introduction de nouvelles cultures (vignes, mûriers, châtaigniers) et l'élevage de vers à soie permettent une augmentation sensible des revenus. La commanderie est dotée de trois appartements superbes au premier étage des ailes est et ouest bâtis autour de la cour intérieure. Pris sur le volume de la cour, face au midi et appuyé sur le grand cellier, un nouveau bâtiment est édifié pour servir d'entrée au château et abriter un appartement d'hiver. Les portes intérieures, en noyer, la rampe en fer forgé, une tapisserie en cuir doré, des cheminées en bois sculpté, des boiseries et portes de placards ornés de bas-reliefs, les pavés de terre cuite vernissée blancs et verts, et les plafonds gris perle, tout dénote les goûts raffinés de Lauberivière de Quinsonas. Le bâtiment garde cependant au XVIIIe siècle une allure austère de solide maison forte médiévale avec ses murailles crénelées, ses guérites posées régulièrement et son grand portail muni d'une sarrasine de bois. Pour pénétrer dans la bâtisse, il y a encore un petit pont-levis à franchir et il faut passer par un autre portail garni de sa sarrasine avant d'entrer dans la cour.

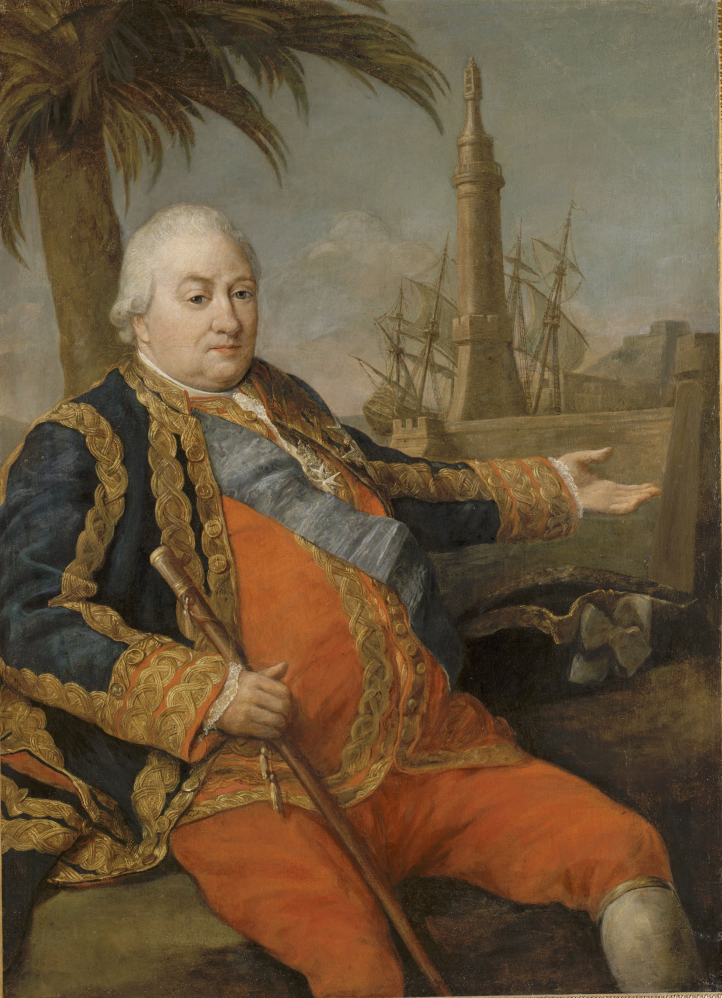
En 1782, la commanderie est confiée au bailli de Suffren. Ce dernier va y séjourner régulièrement et beaucoup apprécier les lieux.

En 1782, Jalès est confiée à un commandeur prestigieux, Pierre André de Suffren, qui rentre tout auréolé de sa campagne aux Indes lors de la guerre d'indépendance des États-Unis. Suffren ne séjourne pas en permanence dans la commanderie, mais c'est celle qu'il préfère sur les quatre qui lui sont affectées pour assurer ses revenus d'ambassadeur de l'Ordre à Paris. « J'irai chez moi » écrit le célèbre bailli lorsqu'il s'apprête à s'y rendre. Suffren fait en 1786 et 1787 plusieurs séjours dans la commanderie et y réalise quelques travaux pour rendre les appartements plus confortables et plus à son goût. La légende locale veut même qu'il ait fait fabriquer une table échancrée pour y loger son énorme bedaine de gros mangeur. En 1786, Suffren y reçoit sa nombreuse famille : « J'ai autant de monde que la maison peut en contenir. J'ai six femmes ! » Le bailli note en 1787 que la maison est « fort logeable. Il y a un bon potager. » Ce sera son dernier séjour, car il semble qu'en 1788, Suffren, dont la santé se dégrade, ne se soit pas rendu en ce lieu qu'il affectionnait beaucoup (il décède en décembre de la même année).
La commanderie sera l'un des sites des épisodes contre-révolutionnaires dits : les Camps de Jalès.

## Description
Malgré les outrages du temps, surtout pendant la période révolutionnaire, une grande partie des constructions romanes sont parvenues jusqu'à nous.
"Le cas est plus net à Jalès (Ardèche) où la commanderie templière a longtemps gardé l’aspect d’une ferme ouverte jusqu’à la guerre de Cent Ans, lorsque les Hospitaliers la transformèrent progressivement en maison-forte en protégeant l’entrée par une tour et en enveloppant les bâtiments par de hautes courtines renforcées par des échauguettes" - in : Archèologie des commanderies de l'Hopital et du Temple -Cahiers de recherches médiévales par Carraz Damien

### La chapelle
La chapelle, au sud, a conservé depuis son origine au XIIe siècle une abside semi-circulaire voûtée en cul-de -four, une nef à trois travées, un portail en plein cintre et deux petites baies romanes. D'autres ouvertures sont postérieures. Les peintures murales subsistantes sont probablement de la fin du Moyen Âge. En 1151, elle est dédiée à la Vierge Marie, mais au XIIIe siècle elle est placée sous l'invocation de sainte Marie-Madeleine.
La chapelle a été transformée en grenier vers le XVIe siècle.[réf. nécessaire]

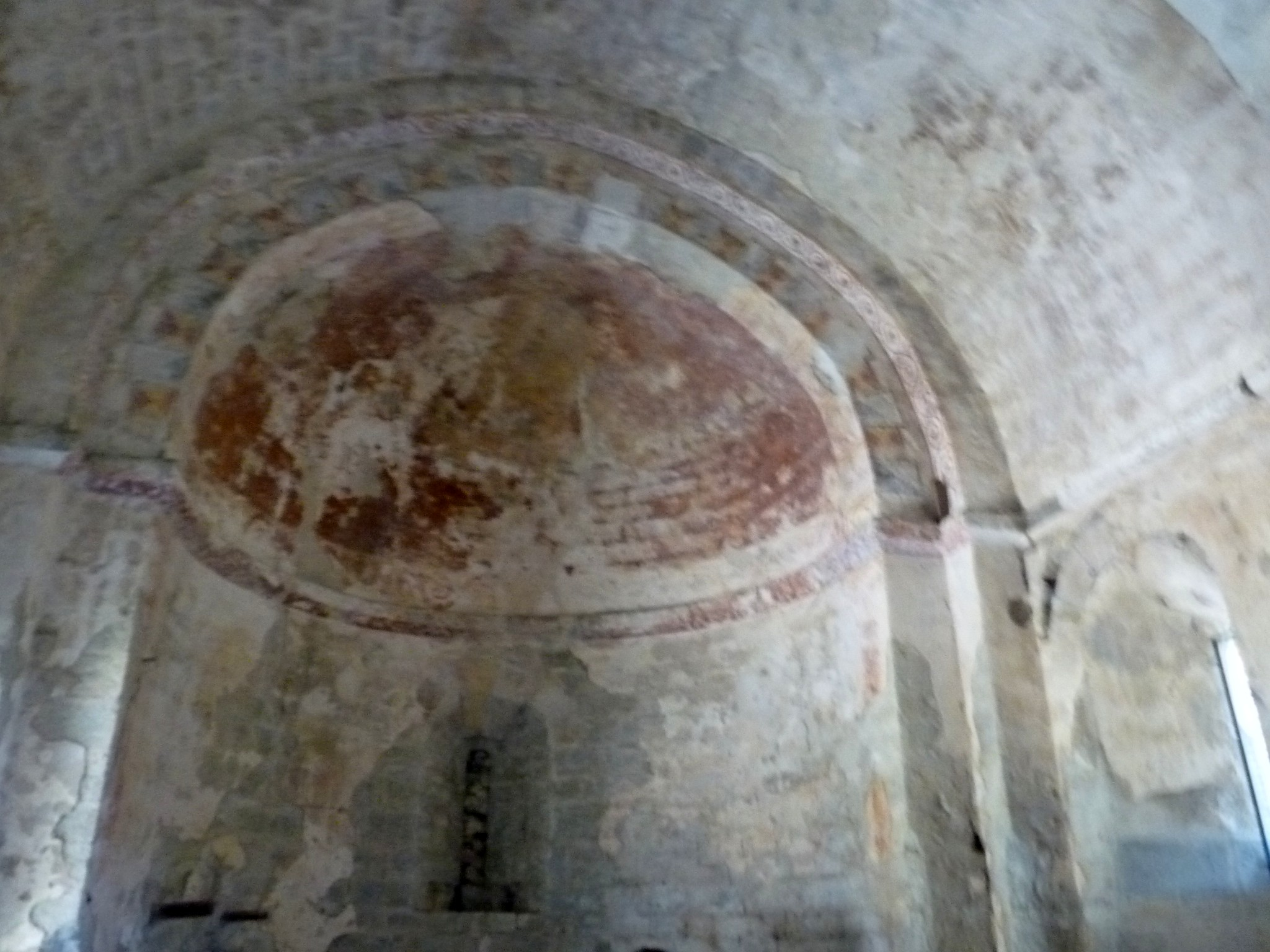
La chapelle.
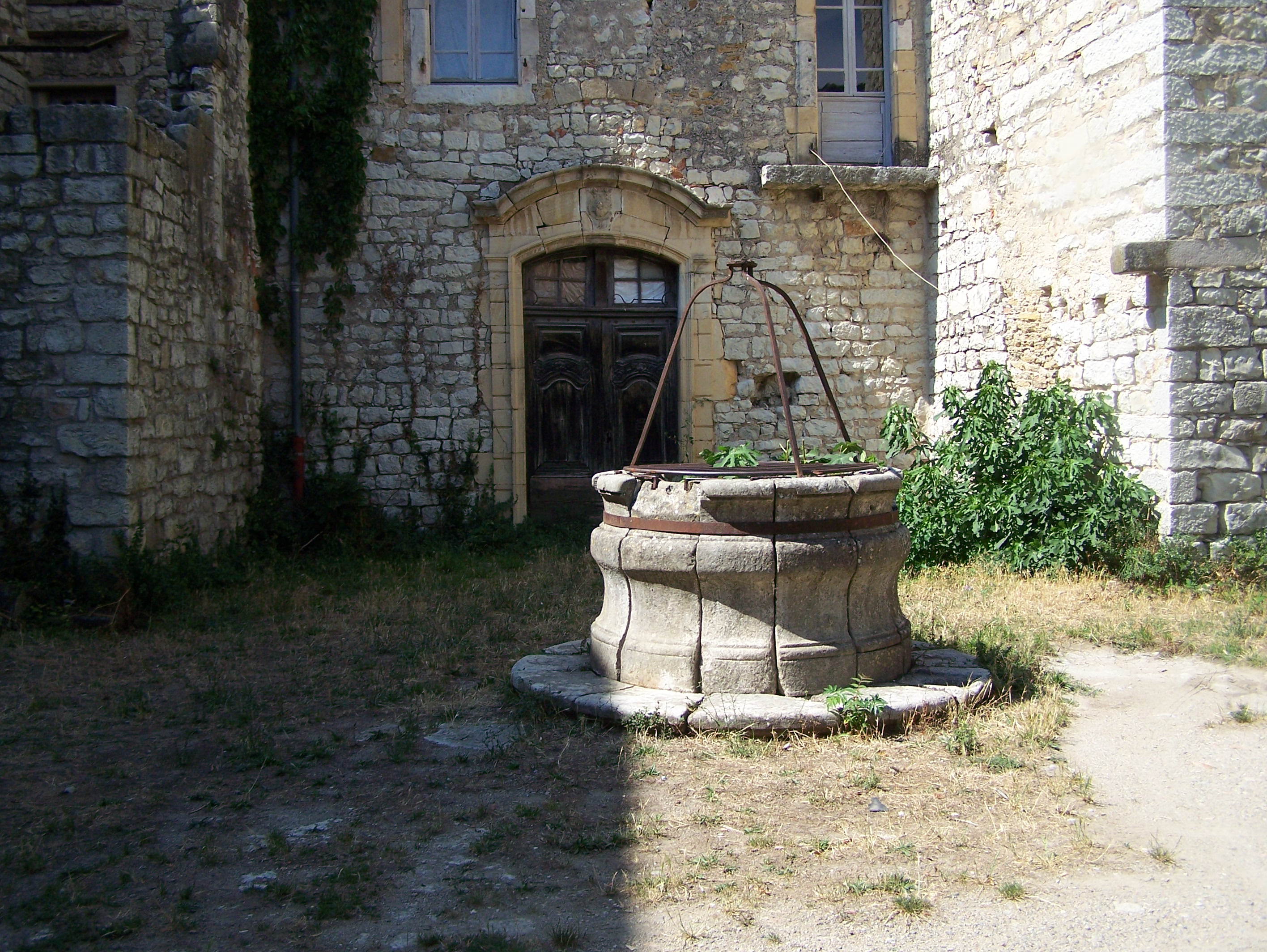
Cour intérieure avec puits.
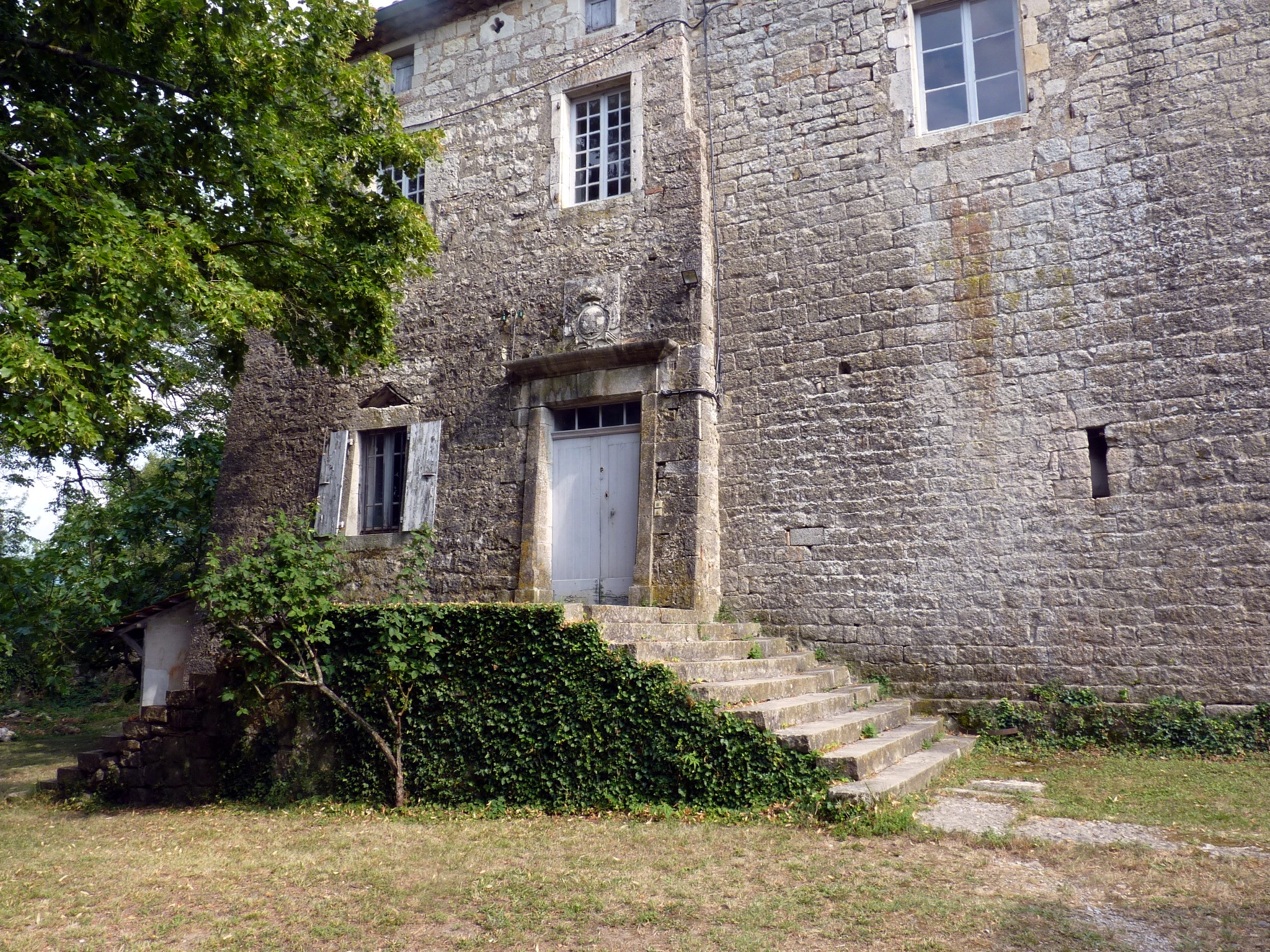
Le logis seigneurial et l'escalier.

## Activités
La commanderie templière de Jalès abrite une antenne du CNRS, rattachée au Laboratoire Archéorient de  la Maison de l’Orient et de la Méditerranée à Lyon. Cette unité mixte de recherches, l’antenne de Jalès est spécialisée dans l’étude du Proche-Orient ancien, sur une période chronologique allant de la fin du Paléolithique au début de la période antique.  Les thématiques du laboratoire prennent en compte autant les sociétés que l’environnement dans lequel elles ont évolué. Archéorient compte une quarantaine de statutaires du CNRS et de l’Université Lumière Lyon 2, autant de chercheurs associés et une trentaine de doctorants : archéologues, géographes, géomorphologues,  géophysiciens, anthropologues, archéobotanistes,  archéozoologues, céramologues, philologues….
Festival Labeaume en Musique: au mois de juin ont lieu des concerts dans la cour du XVIIIe siècle.